# Liste des codes IATA des aéroports/L
Liste des codes IATA des aéroports internationaux.
Le code de deux lettres qui suit la ville est la subdivision du pays (région, État…) selon la norme ISO 3166-2.
- A
- B
- C
- D
- E
- F
- G
- H
- I
- J
- K
- L
- M
- N
- O
- P
- Q
- R
- S
- T
- U
- V
- W
- X
- Y
- Z

- Haut – LA
- LB
- LC
- LD
- LE
- LF
- LG
- LH
- LI
- LJ
- LK
- LL
- LM
- LN
- LO
- LP
- LQ
- LR
- LS
- LT
- LU
- LV
- LW
- LX
- LY
- LZ

## LA
- LAA – Lamar, Colorado, États-Unis
- LAB – Lablab, Papouasie-Nouvelle-Guinée
- LAC – Récif Swallow (City Airport), Malaisie
- LAD – Aéroport international Quatro de Fevereiro, Angola
- LAE – Lae (Aéroport Nadzab), Papouasie-Nouvelle-Guinée
- LAF – Lafayette (Aéroport de Purdue University), Indiana, États-Unis
- LAG – La Guaira, Venezuela
- LAH – Labuha, Indonésie
- LAI – Aéroport de Lannion, Bretagne, France
- LAJ – Aéroport de Lages, Santa Catarina, Brésil
- LAK – Aklavik, Territoires du Nord-Ouest, Canada
- LAL – Lakeland, Floride, États-Unis
- LAM – Aérodrome de Los Alamos, Nouveau Mexique, États-Unis
- LAN – Aéroport de Lansing, Michigan, États-Unis
- LAO – Aéroport international de Laoag, Philippines
- LAP – Aéroport international de La Paz, Mexique
- LAQ – El Beïda, Libye
- LAR – Aéroport régional de Laramie, Wyoming, États-Unis
- LAS – Aéroport international Harry-Reid de Las Vegas, Nevada, États-Unis
- LAT – Lauribe, Colombie
- LAU – Aérodrome de Manda, Kenya
- LAV – Lalomalava, Samoa
- LAW – Aéroport régional de Lawton-Fort Sill, Oklahoma, États-Unis
- LAX – Aéroport international de Los Angeles, Californie, États-Unis
- LAY – Ladysmith, Afrique du Sud
- LAZ – Bom Jesus da Lapa, Bahia, Brésil

## LB
- LBA – Aéroport international de Leeds-Bradford, Angleterre, Royaume-Uni
- LBB – Aéroport international de Lubbock Preston Smith, Texas, États-Unis
- LBC – Aéroport de Lübeck, Allemagne
- LBD – Aéroport international de Khodjent, Tajikistan
- LBE – Aéroport régional Arnold Palmer, Pennsylvanie, États-Unis
- LBF – North Platte, Nebraska, États-Unis
- LBG – Aéroport de Paris - Le Bourget, France
- LBH – Sydney (Palm Beach), Nouvelle-Galles du Sud, Australie
- LBI – Aérodrome d'Albi - Le Sequestre, France
- LBJ – Aéroport de Komodo, Indonésie
- LBK – Liboi, Kenya
- LBL – Liberal, Kansas, États-Unis
- LBM – Luabo, Mozambique
- LBN – Lac Baringo, Kenya
- LBO – Lusambo, République démocratique du Congo
- LBP – Long Banga, Malaisie
- LBQ – Aérodrome de Lambaréné, Gabon
- LBR – Aéroport de Lábrea, Amazonas, Brésil
- LBS – Aérodrome de Labasa, Fidji
- LBT – Lumberton, Caroline du Nord, États-Unis
- LBU – Aéroport de Labuan, Sabah, Malaisie
- LBV – Aéroport international Léon-Mba, Gabon
- LBW – Longbawan, Indonésie
- LBX – Lubang, Philippines
- LBY – Aérodrome de La Baule-Escoublac, France
- LBZ – Lucapa, Angola

## LC
- LCA – Aéroport international de Larnaca, Larnaca, Chypre
- LCA – Pontes e Lacerda, Mato Grosso, Brésil
- LCC – Lecce, Italie
- LCD – Louis Trichardt, Afrique du Sud
- LCE – Aéroport de Golosón, Honduras
- LCF – Río Dulce, Guatemala
- LCG – Aéroport de La Corogne, Espagne
- LCH – Lake Charles, Louisiane, États-Unis
- LCI – Laconia, New Hampshire, États-Unis
- LCJ – Aéroport Władysław Reymont de Łódź, Pologne
- LCK – Aéroport international Rickenbacker, Ohio, États-Unis
- LCL – Pinar del Río (La Coloma), Cuba
- LCM – Lacumbre, Argentine
- LCN – Balcanoona, Australie-Méridionale, Australie
- LCO – Lague, République du Congo
- LCP – Loncopué, République du Congo
- LCQ – Lake City, Floride, États-Unis
- LCR – Aéroport de La Chorrera, Colombie
- LCS – Las Cañas, Costa Rica
- LCT – Shijiazhuang, Hebei, Chine
- LCV – Lucques, Italie
- LCX – Longyan, Fujian, Chine
- LCY – Aéroport de Londres-City, Angleterre, Royaume-Uni

## LD
- LDA – English Bazar, Bengale-Occidental, Inde
- LDB – Aéroport de Londrina, Paraná, Brésil
- LDC – Île Lindeman, Queensland, Australie
- LDE – Aéroport de Tarbes-Lourdes-Pyrénées, France
- LDG – Leshukonskoye, Oblast d'Arkhangelsk, Russie
- LDH – Île Lord Howe, Nouvelle-Galles du Sud, Australie
- LDI – Lindi, Tanzanie
- LDJ – Linden, New Jersey, États-Unis
- LDK – Lidköping, Suède
- LDM – Ludington (Mason County), Michigan, États-Unis
- LDN – Aéroport de Lamidanda, Népal
- LDO – Aurora (Ladouanie), Suriname
- LDR – Lawdar, Yémen
- LDS – Yichun, Heilongjiang, Chine
- LDU – Lahad Datu, Sabah, Malaisie
- LDV – Base d'aéronautique navale de Landivisiau, France
- LDW – Lansdowne, Australie occidentale, Australie
- LDX – Aérodrome de Saint-Laurent-du-Maroni, Guyane française, France
- LDY – Aéroport de Derry, Irlande du Nord, Royaume-Uni
- LDZ – Londolozi, Afrique du Sud

## LE
- LEA – Base aérienne de Learmonth, Australie occidentale, Australie
- LEB – Lebanon, New Hampshire, États-Unis
- LEC – Aéroport de Lençóis, Bahia,Brésil
- LED – Aéroport international Pulkovo, Russie
- LEE – Leesburg, Floride, États-Unis
- LEF – Lebakeng, Lesotho
- LEG – Aleg, Mauritanie
- LEH – Aéroport du Havre-Octeville, France
- LEI – Aéroport d'Almeria, Espagne
- LEJ – Aéroport de Leipzig/Halle, Allemagne
- LEK – Aérodrome de Tata, Guinée
- LEL – Lake Evella, Territoire du Nord, Australie
- LEM – Lemmon, Dakota du Sud, États-Unis
- LEN – Aéroport de León, Espagne
- LEO – Lékoni, Gabon
- LEP – Leopoldina, Minas Gerais, Brésil
- LEQ – Aérodrome de Land's End, Angleterre, Royaume-Uni
- LER – Leinster, Australie occidentale, Australie
- LES – Lesobeng, Lesotho
- LET – Aéroport international Alfredo Vásquez Cobo, Colombie
- LEU – Aéroport Andorre–La Seu d'Urgell, Espagne
- LEV – Piste d'aviation de Levuka, Fidji
- LEW – Auburn/Lewiston, Maine, États-Unis
- LEX – Lexington (Blue Grass Airport), Kentucky, États-Unis
- LEY – Lelystad, Pays-Bas
- LEZ – La Esperanza, Honduras

## LF
- LFB – Lumbo, Mozambique
- LFI – Langley Air Force Base, Virginie, États-Unis
- LFK – Lufkin (Comté d'Angelina), Texas, États-Unis
- LFM – Aéroport international de Lamerd, Iran
- LFN – Louisburg (North Raleigh Airport), Caroline du Nord, États-Unis
- LFO – Kelafo, Éthiopie
- LFP – Lakefield, Queensland, Australie
- LFQ – Linfen, Shanxi, Chine
- LFR – La Fría, Venezuela
- LFT – Aéroport régional de Lafayette, Louisiane, États-Unis
- LFW – Aéroport international de Lomé-Tokoin, Togo

## LG
- LGA – Aéroport LaGuardia de New York, New York, États-Unis
- LGB – Aéroport de Long Beach, Californie, États-Unis
- LGC – LaGrange (Aéroport Callaway), Georgie, États-Unis
- LGD – La Grande (Compté d’Union), Oregon, États-Unis
- LGE – Lake Gregory, Australie occidentale, Australie
- LGF – Yuma (Laguna Army Air Field), Arizona, États-Unis
- LGG – Aéroport de Liège, Belgique
- LGH – Leigh Creek, Australie méridionale, Australie
- LGI – Deadman's Cay, Bahamas
- LGK – Aéroport international de Langkawi, Kedah, Malaisie
- LGL – Long Lellang, Malaisie
- LGM – Laiagam, Papouasie-Nouvelle-Guinée
- LGN – Linga Linga, Papouasie-Nouvelle-Guinée
- LGO – Langeoog, Allemagne
- LGP – Legazpi, Philippines
- LGQ – Aéroport de Lago Agrio, Équateur
- LGR – Cochrane, Chili
- LGS – Malargüe, Argentine
- LGT – Las Gaviotas, Colombie
- LGU – Logan (Comté de Cache), Utah, États-Unis
- LGW – Aéroport de Londres Gatwick, Angleterre, Royaume-Uni
- LGX – Luuq, Somalie
- LGY – Lagunillas, Venezuela
- LGZ – Leguizamo, Colombie

## LH
- LHA – Aéroport de Lahr, Allemagne
- LHB – Lost Harbor, Alaska, États-Unis
- LHC – Caballococha, Pérou
- LHD – Anchorage (Lake Hood Seaplane), Alaska, États-Unis
- LHE – Aéroport international Allama Iqbal, Lahore, Pakistan
- LHG – Lightning Ridge, Nouvelle-Galles du Sud, Australie
- LHI – Lereh, Indonésie
- LHK – Laohekou, Chine
- LHN – Lishan, Taïwan
- LHP – Lehu, Papouasie-Nouvelle-Guinée
- LHR – Aéroport de Londres Heathrow, Angleterre, Royaume-Uni
- LHS – Aéroport de Colonia Las Heras, Argentine
- LHU – Lianshulu, Namibie
- LHV – Lock Haven (William T. Piper), Pennsylvanie, États-Unis
- LHW – Aéroport de Lanzhou-Zhongchuan, Chine
- LHX – La Junta, Colorado, États-Unis

## LI
- LIA – Xian de Liangping, Chongqing, Chine
- LIB – Limbunya, Territoire du Nord, Australie
- LIC – Limon, Colorado, États-Unis
- LIE – Aéroport de Libenge, République démocratique du Congo
- LIF – Aérodrome de Lifou-Wanaham, Nouvelle-Calédonie, France
- LIG – Aéroport de Limoges-Bellegarde, France
- LIH – Aéroport de Lihue, Hawaï, États-Unis
- LII – Mulia, Indonésie
- LIJ – Long Island, Alaska, États-Unis
- LIK – Likiep, Îles Marshall
- LIL – Aéroport de Lille - Lesquin, France
- LIM – Aéroport international Jorge Chávez, Pérou
- LIN – Aéroport de Milan Linate, Milan, Italie
- LIO – Aéroport de Limón, Costa Rica
- LIP – Lins, São Paulo, Brésil
- LIQ – Aéroport de Lisala, République démocratique du Congo
- LIR – Aéroport Daniel-Oduber-Quirós, Costa Rica
- LIS – Aéroport Humberto Delgado de Lisbonne, Portugal
- LIT – Aéroport Clinton de Little Rock, Arkansas, États-Unis
- LIV – Livengood, Alaska, États-Unis
- LIW – Loikaw, Birmanie
- LIX – Île de Likoma, Malawi
- LIY – Hinesville (Comté de Liberty), Géorgie, États-Unis
- LIZ – Loring Air Force Base, Maine, États-Unis

## LJ
- LJA – Lodja, République démocratique du Congo
- LJC – Louisville (Inter Continental Airport), Kentucky, États-Unis
- LJG – Aéroport de Lijiang Sanyi, Chine
- LJN – Angleton/Lake Jackson (Comté de Brazoria), Texas, États-Unis
- LJU – Aéroport Jože Pučnik de Ljubljana, Slovénie

## LK
- LKA – Larantuka, Indonésie
- LKB – Lakeba, Fidji
- LKC – Lékana, République du Congo
- LKD – Lakeland Downs, Australie
- LKE – Seattle (Lake Union Seaplane Base), Washington, États-Unis
- LKG – Aéroport de Lokichogio, Kenya
- LKH – Long Akah, Malaisie
- LKI – Duluth (Lakeside É.-U.F), Minnesota, États-Unis
- LKK – Kulik Lake, Alaska, États-Unis
- LKL – Aérodrome Banak de Lakselv, Norvège
- LKM – Nekemte, Éthiopie
- LKN – Aérodrome de Leknes, Norvège
- LKO – Aéroport d'Amausi, Inde
- LKP – Lake Placid, New York, États-Unis
- LKR – Las Khorey, Somalie
- LKU – Lac Turkana, Kenya
- LKV – Lakeview (Comté de Lake), Oregon, États-Unis
- LKW – Larkana, Pakistan
- LKY – Parc national du lac Manyara, Tanzanie
- LKZ – RAF Lakenheath, Angleterre, Royaume-Uni

## LL
- LLA – Aéroport de Luleå, Suède
- LLB – Xian de Libo, Guizhou, Chine
- LLC – Lal-lo, Philippines
- LLD – Loveland, Colorado, États-Unis
- LLE – Malelane, Afrique du Sud
- LLG – Chillagoe, Queensland, Australie
- LLH – Las Limas, Honduras
- LLI – Aéroport de Lalibela, Éthiopie
- LLJ – Aéroport de Silampari, Indonésie
- LLK – Aéroport de Lankaran, Azerbaïdjan
- LLL – Lissadel, Australie occidentale, Australie
- LLM – Lomlom, Îles Salomon
- LLN – Kelila, Indonésie
- LLO – Palopo, Indonésie
- LLP – Linda Downs, Australie
- LLS – Las Lomitas, Argentine
- LLT – Lobito, Angola
- LLU – Alluitsup Paa, Groenland
- LLV – Lüliang, Shanxi, Chine
- LLW – Aéroport international de Lilongwe, Malawi
- LLX – Lyndonville (Comté de Caledonia), Vermont, États-Unis
- LLY – Mount Holly (Comté de Burlingtom), New Jersey, États-Unis

## LM
- LMA – Lake Minchumina, Alaska, États-Unis
- LMB – Salima, Malawi
- LMC – La Macarena, Colombie
- LMD – Los Menucos, Argentine
- LME – Aérodrome Le Mans-Arnage, France
- LMG – Lamassa, Papouasie-Nouvelle-Guinée
- LMH – Limón, Honduras
- LMI – Lumi, Papouasie-Nouvelle-Guinée
- LMK – Limerick, Irlande
- LML – Atoll de Lae, Îles Marshall
- LMM – Aéroport international de Los Mochis, Mexique
- LMN – Limbang, Sarawak, Malaisie
- LMP – Aérodrome de Lampedusa, Italie
- LMQ – Marsa El Brega, Libye
- LMR – Lime Acres, Afrique du Sud
- LMS – Louisville (comté de Winston), Mississippi, États-Unis
- LMT – Klamath Falls, Oregon, États-Unis
- LMU – Îles Anambas, Indonésie
- LMU – Madivaru, Maldives
- LMX – López de Micay, Colombie
- LMY – Lake Murray, Papouasie-Nouvelle-Guinée
- LMZ – Palma, Mozambique

## LN
- LNA – West Palm Beach (Comté de Palm Beach), FLoride, États-Unis
- LNB – Lamen Bay, Vanuatu
- LNC – Lengbati, Papouasie-Nouvelle-Guinée
- LND – Lander (Hunt Field), Wyoming, États-Unis
- LNE – Aérodrome de Lonorore, Vanuatu
- LNF – Munbil, Papouasie-Nouvelle-Guinée
- LNG – Lese, Papouasie-Nouvelle-Guinée
- LNH – Lake Nash, Territoire du Nord, Australie
- LNI – Point Lonely Short Range Radar Site, Alaska, États-Unis
- LNJ – Lincang, Yunnan, Chine
- LNK – Lincoln, Nebraska, États-Unis
- LNL – Longnan, Gansu, Chine
- LNM – Langimar, Papouasie-Nouvelle-Guinée
- LNN – Aéroport de Lost Nation, Ohio, États-Unis
- LNO – Aéroport de Leonora, Australie-Occidentale, Australie
- LNP – Wise (Lonesome Pine Airport), Virginie, États-Unis
- LNQ – Loani, Papouasie-Nouvelle-Guinée
- LNR – Lone Rock (Tri-County Regional Airport), Wisconsin, États-Unis
- LNS – Lancaster, Pennsylvanie, États-Unis
- LNU – Malinau, Indonésie
- LNV – Lihir, Papouasie-Nouvelle-Guinée
- LNX – Aéroport de Smolensk, Russie
- LNY – Lanai City (Lanai Airport), Hawaï, États-Unis
- LNZ – Aéroport de Linz, Autriche

## LO
- LOA – Lorraine, Queensland, Australie
- LOB – Los Andes, Chili
- LOC – Lock, Australie-méridionale, Australie
- LOD – Longana, Vanuatu
- LOE – Loei, Thaïlande
- LOF – Île Loen, Îles Marshall
- LOG – Longview, Washington, États-Unis
- LOH – Aéroport de Ciudad de Catamayo, Équateur
- LOI – Lontras, Santa Catarina, Brésil
- LOK – Aéroport de Lodwar, Kenya
- LOL – Lovelock (Derby Field), Nevada, États-Unis
- LOM – Lagos de Moreno, Mexique
- LON – Londres (aire métropolitaine), Angleterre, Royaume-Uni
- LOO – Aéroport de Laghouat - Moulay Ahmed Medeghri, Algérie
- LOP – Aéroport international de Lombok, Indonésie
- LOQ – Lobatse, Botswana
- LOR – Fort Rucker (Lowe Army Heliport), Alabama, États-Unis
- LOS – Aéroport international Murtala Muhammed, Nigeria
- LOT – Lockport/Chicago/Romeoville, Illinois, États-Unis
- LOU – Louisville (Kentucky) (Bowman Field), Kentucky, États-Unis
- LOV – Aéroport international de Monclova, Mexique
- LOW – Louisa, Virginie, États-Unis
- LOX – Los Tablones, Guatemala
- LOY – Loiyangalani, Kenya
- LOZ – London, Kentucky, États-Unis

## LP
- LPA – Aéroport de Gran Canaria, Îles Canaries, Espagne
- LPB – Aéroport international El Alto, La Paz, Bolivie
- LPC – Lompoc, Californie, États-Unis
- LPD – Aéroport de La Pedrera, Colombie
- LPE – La Primavera, Colombie
- LPF – Liupanshui, Guizhou, Chine
- LPG – La Plata (Aérodrome de Tolosa), Argentine
- LPH – Lochgilphead, Écosse, Royaume-Uni
- LPI – Aéroport de Linköping/Saab, Suède
- LPJ – Pijiguaos, Venezuela
- LPK – Lipetsk, Russie
- LPL – Aéroport de Liverpool John Lennon, Angleterre, Royaume-Uni
- LPM – Lamap, Vanuatu
- LPN – Leron Plains, Papouasie-Nouvelle-Guinée
- LPO – La Porte, Indiana, États-Unis
- LPP – Aéroport de Lappeenranta, Finlande
- LPQ – Aéroport international de Luang Prabang, Laos
- LPS – Lopez Island, Washington, États-Unis
- LPT – Lampang, Thaïlande
- LPU – Long Apung, Indonésie
- LPW – Little Port Walker, Alaska, États-Unis
- LPX – Aéroport de Liepāja, Lettonie
- LPY – Aéroport du Puy - Loudes, France

## LQ
- LQK – Pickens, Caroline du Sud, États-Unis
- LQM – Puerto Leguízamo, Colombie
- LQN – Aérodrome de Qala i Naw, Afghanistan
- LQR – Larned-Comté de Pawnee, Kansas, États-Unis

## LR
- LRA – Base aérienne de Larissa, Grèce
- LRB – Leribe, Lesotho
- LRD – Laredo, Texas, États-Unis
- LRE – Longreach, Queensland, Australie
- LRF – Jacksonville (Little Rock Air Force Base), Arkansas, États-Unis
- LRG – Loralai, Pakistan
- LRH – Aéroport de La Rochelle - île de Ré, France
- LRI – Santa Cruz de Lorica, Colombie
- LRJ – Le Mars, Iowa, États-Unis
- LRK – Lincoln River, Alaska, États-Unis
- LRL – Aéroport international de Niamtougou, Togo
- LRM – Aéroport international Casa de Campo, République dominicaine
- LRN – Moses Lake (Larson Air Force Base), Washington, États-Unis
- LRO – Lathrop (Sharpe Army Depot), Californie, États-Unis
- LRQ – Laurie River, Manitoba, Canada
- LRR – Lar, Iran
- LRS – Aérodrome de Leros, Grèce
- LRT – Aéroport de Lorient Bretagne Sud, France
- LRU – Aéroport international de Las Cruces, Nouveau-Mexique, États-Unis
- LRV – Aérodrome de Los Roques, Venezuela

## LS
- LSA – Kiriwina (Losuia), Papouasie-Nouvelle-Guinée
- LSB – Lordsburg, Nouveau Mexique, États-Unis
- LSC – Aérodrome de La Florida, Chili
- LSD – Creech Army Air Field, Kentucky, États-Unis
- LSE – La Crosse, Wisconsin, États-Unis
- LSF – Lawson Air Force Base, Géorgie, États-Unis
- LSH – Lashio, Birmanie
- LSI – Aéroport de Sumburgh, Écosse, Royaume-Uni
- LSK – Lusk, Wyoming, États-Unis
- LSL – Los Chiles, Costa Rica
- LSM – Long Semado, Sarawak, Malaisie
- LSN – Los Banos, Californie, États-Unis
- LSO – Aérodrome des Sables-d'Olonne - Talmont, France
- LSP – Aéroport international Josefa Camejo, Venezuela
- LSQ – Los Ángeles, Chili
- LSR – Lost River, Alaska, États-Unis
- LSS – Aérodrome Les Saintes-Terre-de-Haut, Guadeloupe, France
- LST – Launceston, Tasmanie, Australie
- LSU – Long Sukang, Malaisie
- LSV – Nellis Air Force Base, Nevada, États-Unis
- LSW – Lhokseumawe, Indonésie
- LSX – Lhok Sukon, Indonésie
- LSY – Lismore, Queensland, Australie
- LSZ – Lošinj, Croatie

## LT
- LTA – Tzaneen, Afrique du Sud
- LTB – Latrobe, Tasmanie, Australie
- LTC – Aérodrome de Laï, Tchad
- LTD – Ghadames, Libye
- LTF – Leitre, Papouasie-Nouvelle-Guinée
- LTG – Langtang, Népal
- LTH – Lathrop Wells, Nevada, États-Unis
- LTK – Aéroport international de Lattaquié, Syrie
- LTI – Altay, Mongolie
- LTL – Lastoursville, Gabon
- LTM – Lethem, Guyana
- LTN – Aéroport de Londres Luton, Angleterre, Royaume-Uni
- LTO – Aéroport international de Loreto, Mexique
- LTP – Letterkenny, Irlande
- LTQ – Aéroport du Touquet-Côte d'Opale, France
- LTS – Altus Air Force Base, Oklahoma, États-Unis
- LTT – Aéroport du Golfe de Saint-Tropez - La Môle, France
- LTU – Latur, Maharashtra, Inde
- LTV – Lotusvale, Queensland, Australie
- LTW – Leonardtown (Comté de St. Mary's), Maryland, États-Unis
- LTX – Aéroport du Cotopaxi, Équateur

## LU
- LUA – Aéroport Tenzing-Hillary, Népal
- LUB – Lumid Pau, Guyana
- LUC – Île Laucala, Fidji
- LUD – Aérodrome de Lüderitz, Namibie
- LUE – Lučenec, Slovaquie
- LUF – Luke Air Force Base, Arizona, États-Unis
- LUG – Aéroport de Lugano, Suisse
- LUH – Ludhiana, Inde
- LUI – La Unión, Honduras
- LUJ – Lusikisiki, Afrique du Sud
- LUK – Cincinnati, Ohio, États-Unis
- LUL – Laurel (Hesler-Noble Field), Mississippi, États-Unis
- LUM – Aéroport Dehong de Mangshi, Chine
- LUN – Aéroport international de Lusaka, Zambie
- LUO – Aérodrome de Luéna, Angola
- LUP – Kalaupapa, Hawaï, États-Unis
- LUQ – San Luis, Argentine
- LUR – Cape Lisburne, Alaska, États-Unis
- LUS – Lusanga, République démocratique du Congo
- LUT – Laura Station, Queensland, Australie
- LUU – Laura, Queensland, Australie
- LUV – Langgur/Tual, Indonésie
- LUW – Aéroport Syukuran Aminuddin Amir, Indonésie
- LUX – Aéroport de Luxembourg-Findel, Luxembourg
- LUZ – Aéroport de Lublin, Pologne

## LV
- LVA – Aéroport de Laval - La Mayenne, France
- LVB – Santana do Livramento, Rio Grande do Sul, Brésil
- LVD – Lime Village, Alaska, États-Unis
- LVI – Aéroport Harry Mwanga Nkumbula de Livingstone, Zambie
- LVK – Livermore, Californie, États-Unis
- LVL – Lawrenceville (Municipal Airport), Virginie, États-Unis
- LVM – Livingston (Mission Field), Montana, États-Unis
- LVO – Laverton, Australie-Occidentale, Australie
- LVR – Aéroport de Lucas do Rio Verde, Brésil
- LVS – Las Vegas, Nouveau-Mexique, États-Unis

## LW
- LWA – Lebak, Philippines
- LWB – Lewisburg, Virginie-Occidentale, États-Unis
- LWC – Lawrence, Kansas, États-Unis
- LWE – Lewoleba, Indonésie
- LWH – Lawn Hill, Queensland, Australie
- LWI – Lowai, Papouasie-Nouvelle-Guinée
- LWK – Aérodrome de Tingwall, Écosse, Royaume-Uni
- LWL – Wells (Harriet Field), Nevada, États-Unis
- LWM – Lawrence, Massachusetts, États-Unis
- LWN – Aéroport international Shirak, Arménie
- LWO – Aéroport international de Lviv, Ukraine
- LWR – Base aérienne de Leeuwarden, Pays-Bas
- LWS – Lewiston (Comté de Nez Perce), Idaho, États-Unis
- LWT – Lewistown, Montana, États-Unis
- LWV – Lawrenceville, Illinois, États-Unis
- LWY – Lawas, Sarawak, Malaisie

## LX
- LXA – Aéroport de Lhassa-Gonggar, Tibet, Chine
- LXG – Aérodrome de Louang Namtha, Laos
- LXL – Little Falls (Comté de Morrison), Minnesota, États-Unis
- LXN – Lexington (Jim Kelly Field), Nebraska, États-Unis
- LXR – Aéroport international de Louxor, Égypte
- LXS – Aéroport de Lemnos, Grèce
- LXU – Lukulu, Zambie
- LXV – Leadville (Comté de Lake), Colorado, États-Unis

## LY
- LYA – Aéroport de Luoyang Beijiao, Chine
- LYB – Aéroport Edward Bodden, Îles Caïmans
- LYC – Aérodrome de Lycksele, Suède
- LYE – RAF Lyneham, Angleterre, Royaume-Uni
- LYG – Lianyungang, Jiangsu, Chine
- LYH – Lynchburg Regional Airport, Virginie, États-Unis
- LYK – Lunyuk, Indonésie
- LYM – Ashford, Angleterre, Royaume-Uni
- LYN – Aéroport de Lyon-Bron, France
- LYO – Lyons (Comté de Rice), Kansas, États-Unis
- LYP – Aéroport international de Faisalabad, Pakistan
- LYR – Aéroport de Longyearbyen, Norvège
- LYS – Aéroport de Lyon-Saint-Exupéry, France
- LYT – Île Lady Elliot, Queensland, Australie
- LYU – Ely, Minnesota, États-Unis
- LYX – Aéroport de Lydd, Angleterre, Royaume-Uni

## LZ
- LZA – Luiza, République démocratique du Congo
- LZC – Lázaro Cárdenas, Mexique
- LZH – Aéroport de Liuzhou Bailian, Chine
- LZI – Luozi, République démocratique du Congo
- LZM – Cuango, Angola
- LZN – Aéroport de Nangan, Taïwan
- LZO – Aéroport de Luzhou Yunlong, Sichuan, Chine
- LZR – Île Lizard (en), Queensland, Australie
- LZU – Lawrenceville (Comté de Gwinnett), Géorgie, États-Unis
- LZY – Linzhi, Tibet, Chine